# Могила

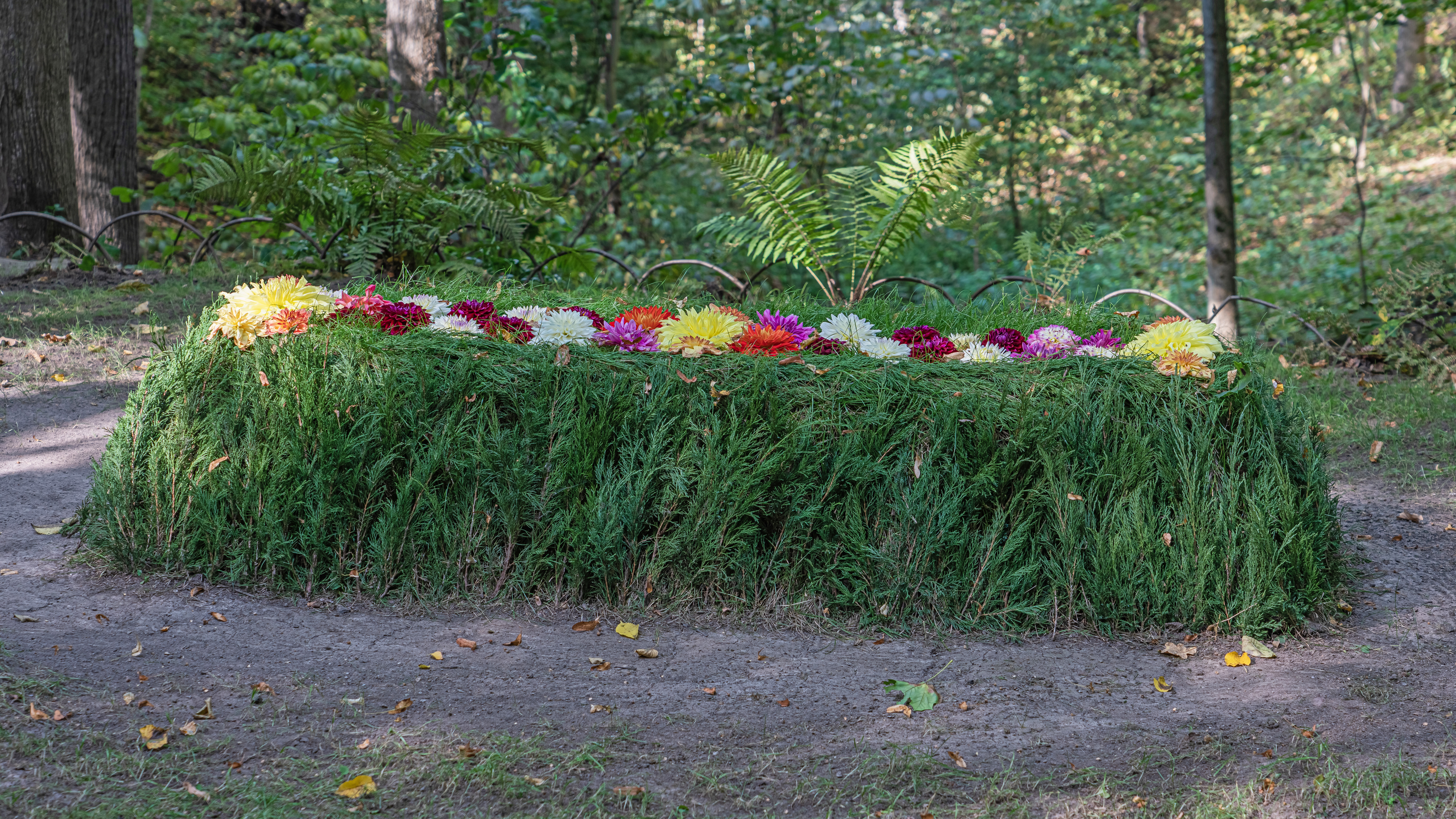
Могила Льва Толстого (Ясная Поляна).

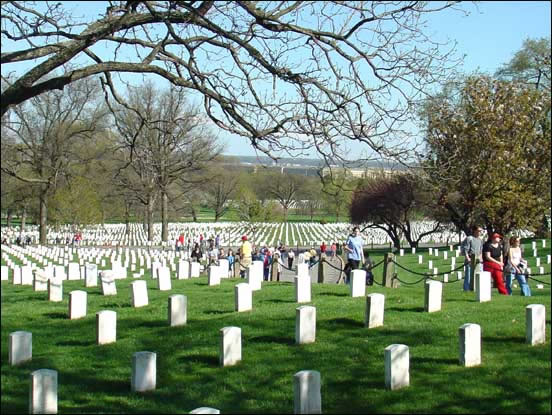
Могилы на Арлингтонском национальном кладбище

Моги́ла — место захоронения покойного. Так же называют и свежевырытую яму для погребения.

## Происхождение слова
Слово «могила» не имеет общепринятой этимологии. Возможно, изначально оно означало «место погребения магутников», то есть «могущественных, сильных мира сего». Согласно Фасмеру, слово действительно имеет связь со славянским словом mogǫ «могу», с таким же суффиксом, как в слове «кобыла». 

## Общие сведения

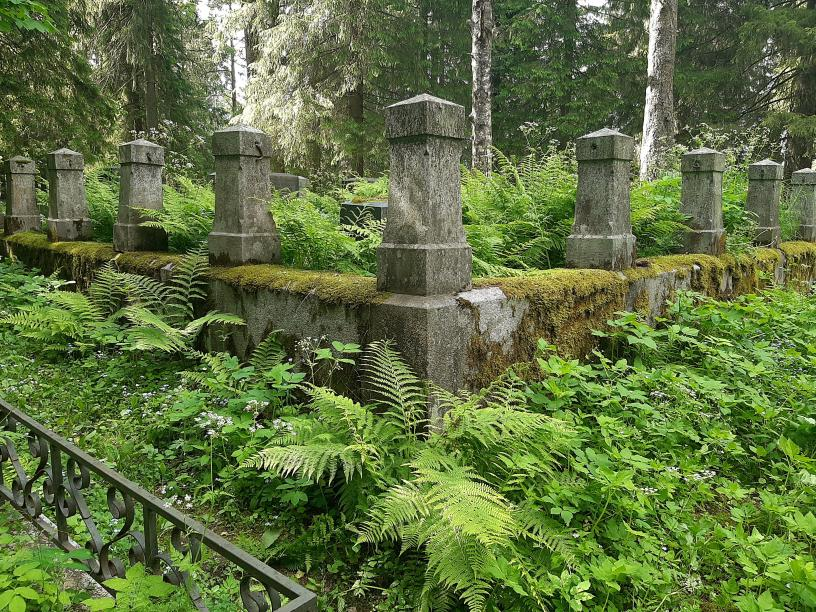
Захоронение, покрытое травой, в Сортавале

Одиночный могильный памятник, посвящённый Виктору Цою и установленный на месте его гибели

Как правило, могилами называют захоронения в земле, однако в ряде случаев могилами могут называть захоронения в саркофагах, погребальных сооружениях (пирамиды, мавзолеи, склепы) и т. п. Отдельным типом могилы можно считать каирн (кельт. cairn) — могилу из камней (преимущественно у кельтских народов). В общем случае, могила — это место захоронения.
Древние могилы часто представляют интерес для археологов, предоставляя различную информацию о жизни и культуре того или иного времени.
Как правило, могилы располагаются в определённых местах — погостах, кладбищах и т. п., но встречаются и отдельно стоящие могилы — как правило, выдающихся деятелей прошлого. Встречаются также могильные памятники в местах гибели людей — как например у дорог, посвящённые погибшим в ДТП. Многочисленные беспорядочные захоронения (как правило, погибших в боях) иногда называют «стихийными» (братскими) могилами.
Обычно над могилой ставится надгробие — крест, природный камень, скульптура, архитектурное сооружение. Из древности известны пирамиды, курганы, другие строения. Вид могилы часто зависит от местных традиций, религии, других социальных факторов. Часто на могилах сажают деревья, культивируемые декоративные цветы и т. д.
Чаще всего, могилы индивидуализированы — информация об умершем (имя и фамилия, даты рождения и смерти и т. д.) содержится на надгробии и/или в определённых документах. Могилы неустановленных личностей принято называть «безымянными».
Массовые неиндивидуализированные захоронения тел (как правило, в результате военных сражений, репрессий, эпидемий и т. п.) называются братскими могилами (или, реже, общими могилами). На братских могилах, однако, может быть и указание имён похороненных. Также в могиле может находиться и погребальная урна с прахом умершего после кремации.
Могилу следует отличать от кенотафа — «пустой могилы» — памятника на месте, не содержащем останков покойного, но нередко выполненного в форме надгробия (часто ставится на месте гибели погибшего, либо в случае, когда тело невозможно обнаружить).

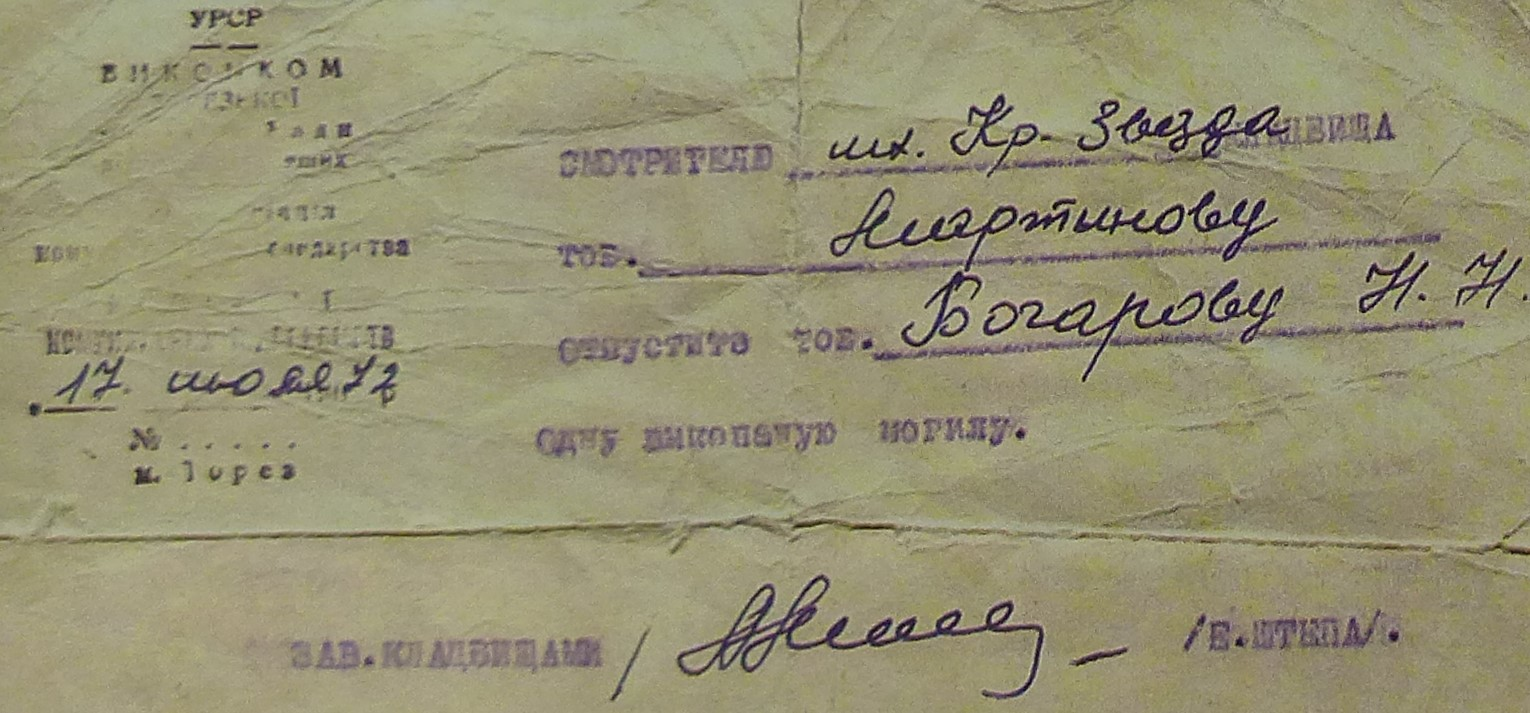
Направление на отпуск в Украинской ССР одной выкопанной могилы, 17 июля 1942 года

Согласно российским стандартам, длина могилы должна составлять 2 метра, ширина 1 метр (детские могилы могут быть уменьшены), глубина не менее 1,5 метра до крышки гроба и не более 2,2 метра. В любом случае, должно быть не менее 0,5 метра от дна могилы до глубины залегания местных грунтовых вод.

## Галерея

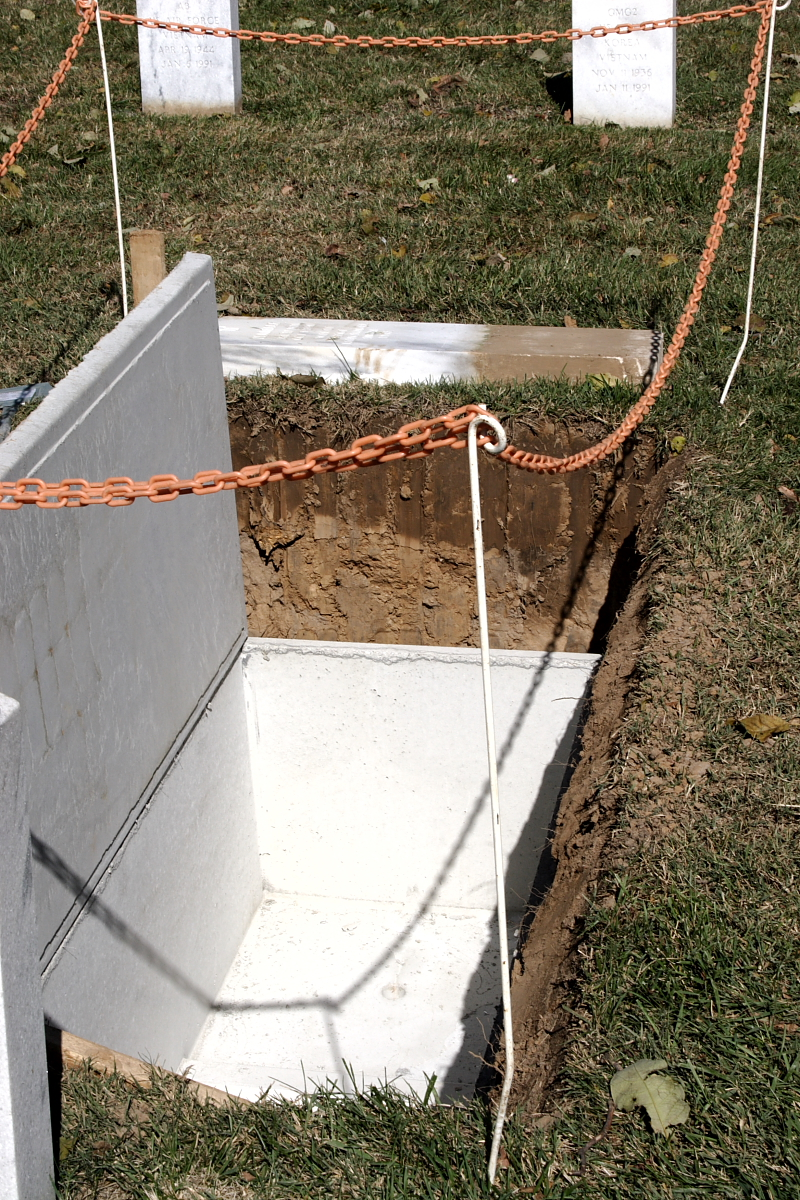
Могила с погребальным склепом[англ.], ожидающим гроба
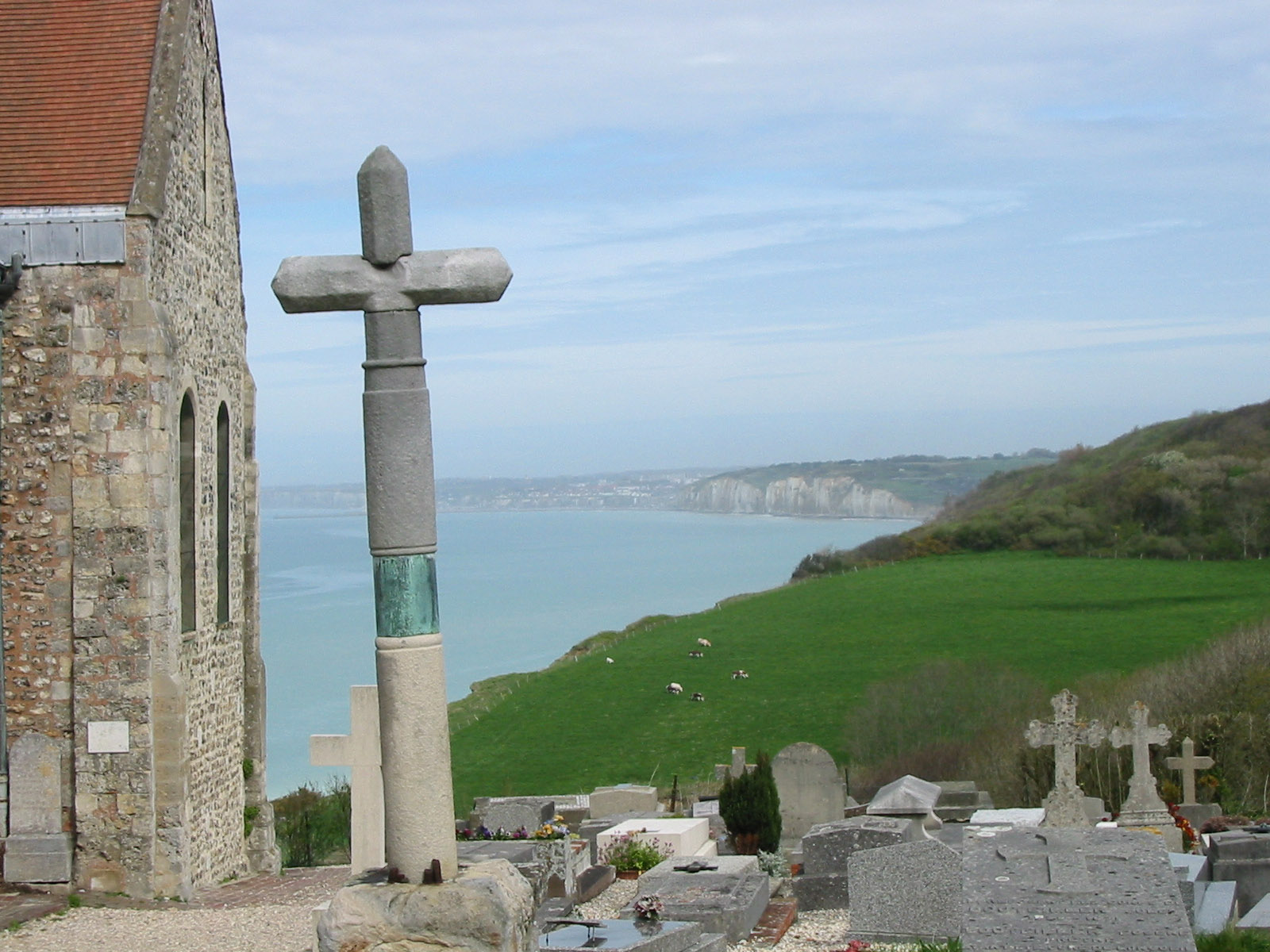
Кладбище в Варанжвиль-сюр-Мер, Франция
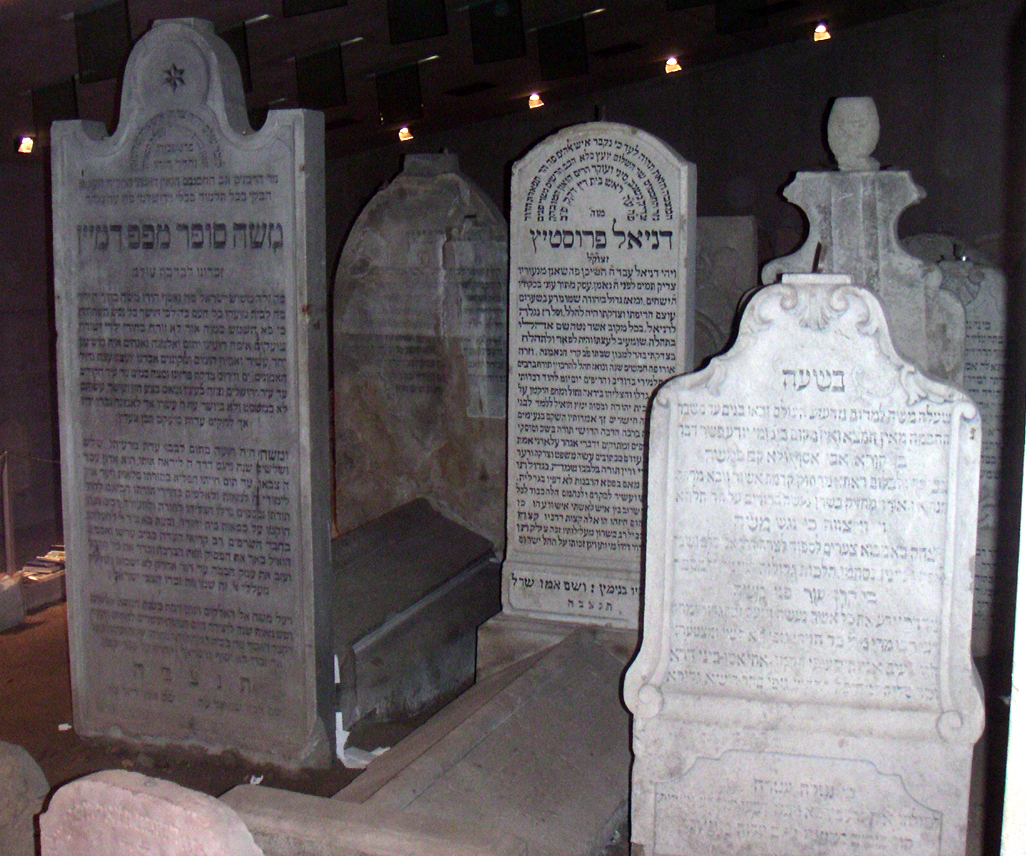
Интерьер еврейского мемориала в Братиславе, Словакия (с могилой рабби Хатам Софер слева).
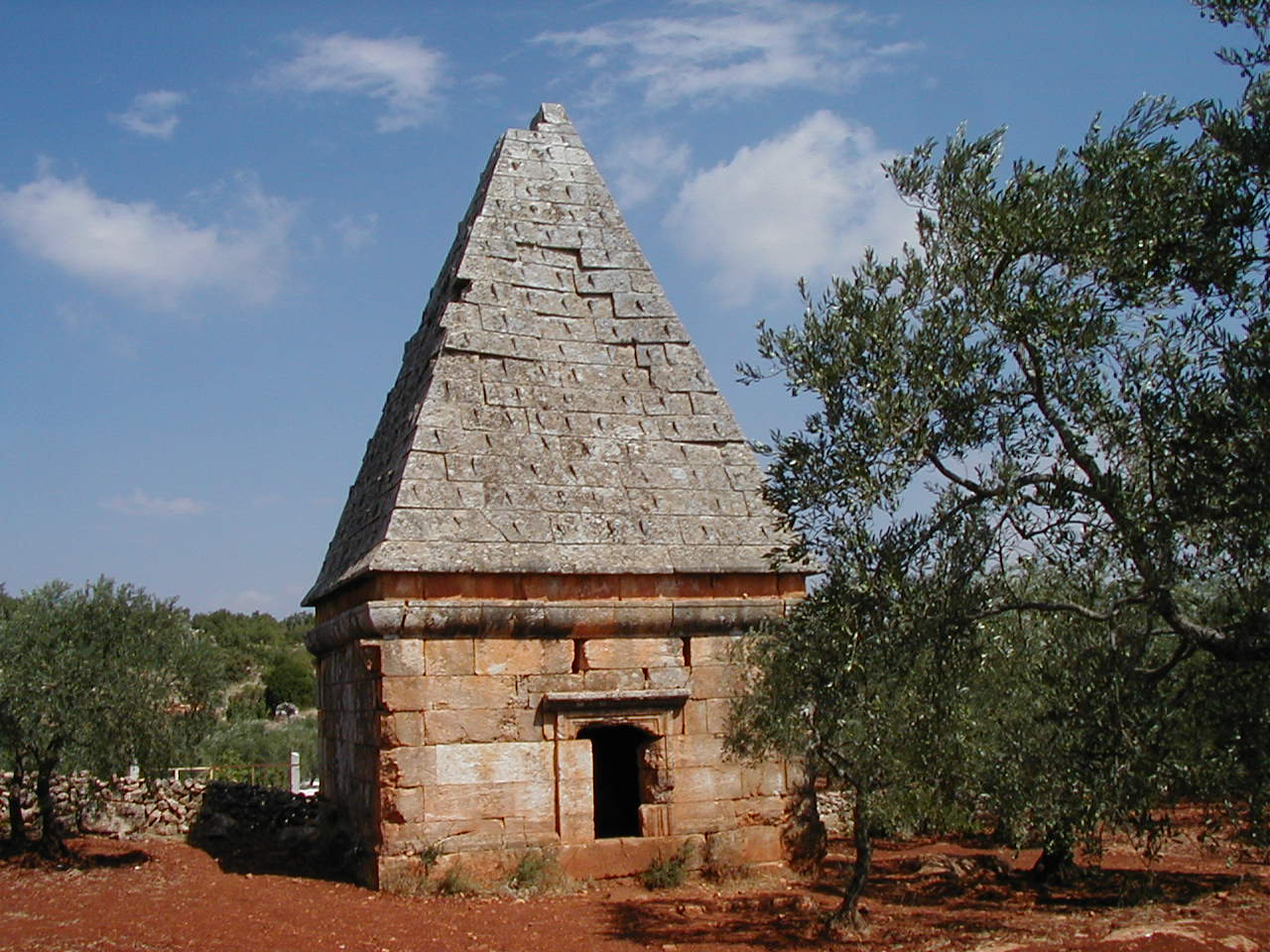
2-я византийская гробница в Аль-Бара (Сирия)
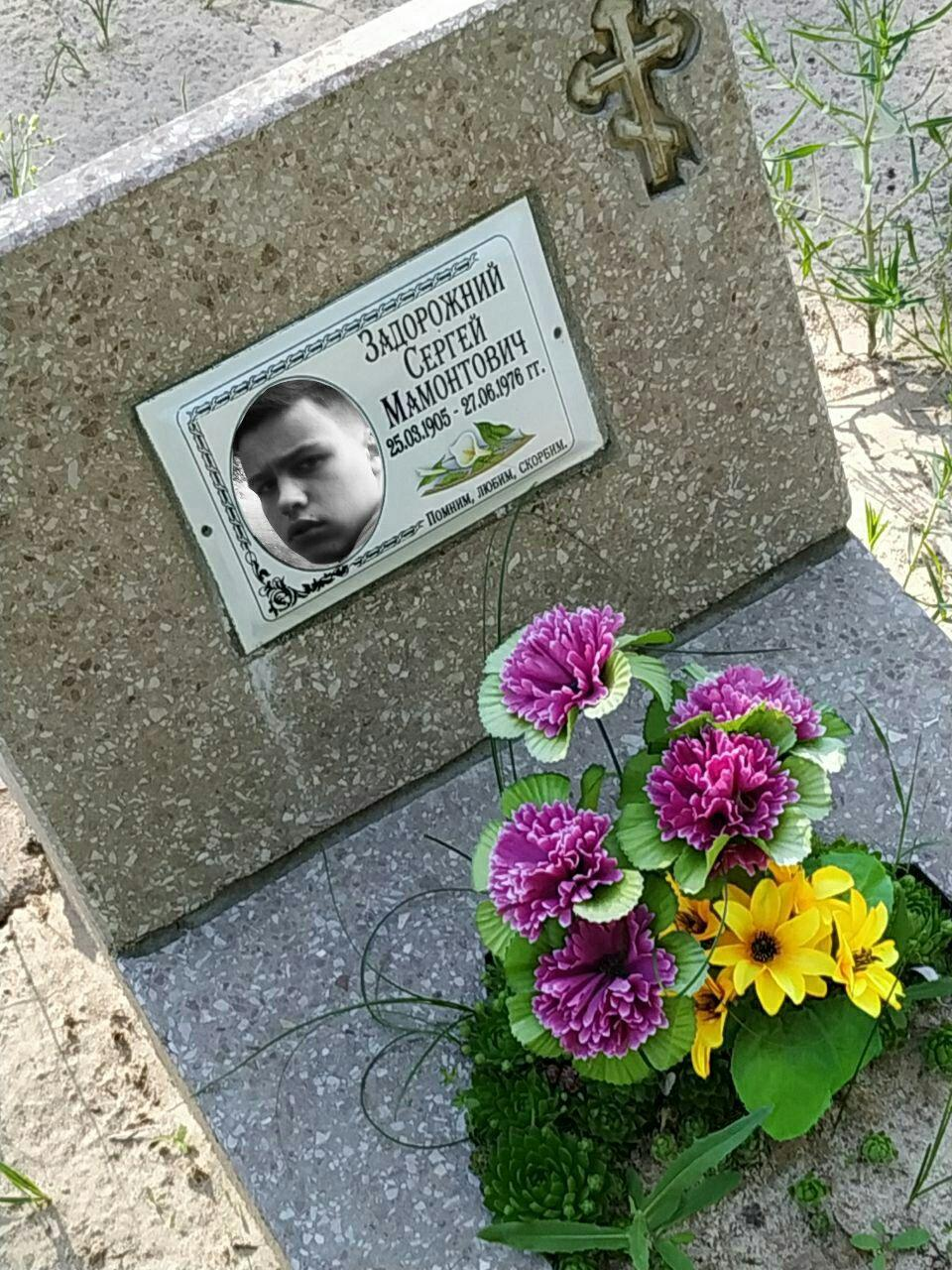
Стандартная могила, Вороново (Луганская область)